# Сангатин (Сибињ)
Сангатин (рум. Sângătin) насеље је у Румунији у округу Сибињ у општини Аполду де Жос. Oпштина се налази на надморској висини од 329 m.

## Становништво
Према подацима из 2002. године у насељу је живело 326 становника, од којих су сви румунске националности.